# Hirse-Mosaik-Satelliten-Virus

Genomkarte der Gattung Papanivirus

Das Hirse-Mosaik-Satelliten-Virus (englisch  Panicum mosaic satellite virus SPMV; Spezies Panicum papanivirus 1) ist ein Pflanzen-Satellitenvirus aus der Gattung Papanivirus.
Es infiziert nur Süßgräser, die mit dem Hirse-Mosaik-Virus (wiss. Panicum mosaic virus, PMV, Fam. Tombusviridae, Gattung Panicovirus) infiziert sind.
Eine Studie ergab, dass 72 % des mit dem Hirse-Mosaik-Virus infizierten Spezies Stenotaphrum secundatum (englisch St. Augustine grass, australisches engl. buffalo turf, Panicoideae, Tribus Paniceae) ebenfalls mit SPMV infiziert waren.
Zusätzlich zum SPMV werden viele mit dem Hirse-Mosaik-Virus befallenen Pflanzen mit Satelliten-RNAs infiziert.

## Auswirkungen
Die Ausbreitung von PMV und SPMV kann auch durch Kolbenhirse (Setaria italica), Rispenhirse (Echte Hirse, Panicum miliaceum) oder Perlhirse (Pennisetum glaucum) erfolgen, eine mechanische Übertragung kann auf Mais (Zea mays) und Weichweizen (Triticum aestivum) erfolgen.
Das Satellitenvirus bewirkt wenn kombiniert mit PMV ein früheres Auftreten der Symptome in der Wachstumssaison und einen schwereren Verlauf der Infektion. SPMV ist ohne PMV nicht in der Lage, sich in der Wirtszelle zu replizieren, es hängt völlig von PMV ab.
Die Auswirkungen von PMV auf Hirse ohne sein Satellitenvirus bestehen in einer leichten Chlorose und einem milden Kleinwuchs. Der synergistische Effekt von PMV mit dem Satellitenvirus zusammen besteht in sich schnell innerhalb weniger Tage nach der Infektion entwickelnden Chlorose-Streifen. Die Langzeiteffekte einer kombinierten Infektion sind schwere mosaikartige Blattentfärbung, Zwergwuchs und fehlende Bildung von Samen.